# Champtercier
Champtercier est une commune française située dans le département des Alpes-de-Haute-Provence, en région Provence-Alpes-Côte d'Azur.
Ses habitants sont appelés les Champterciens.

## Géographie

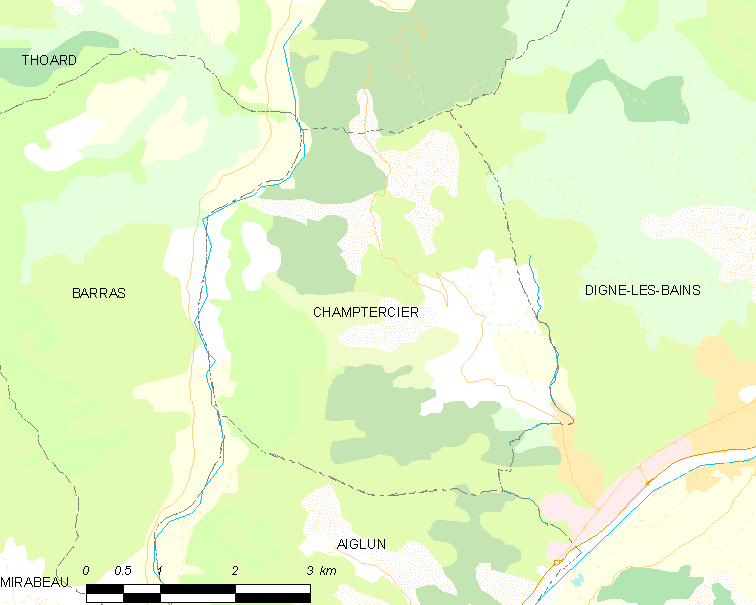
Champtercier et les communes voisines (Cliquez sur la carte pour accéder à une grande carte avec la légende).

Le village est situé à 700 m d’altitude.
|        | Thoard       |                 |
| Barras | Champtercier | Digne-les-Bains |
|        | Aiglun       |                 |

### Relief

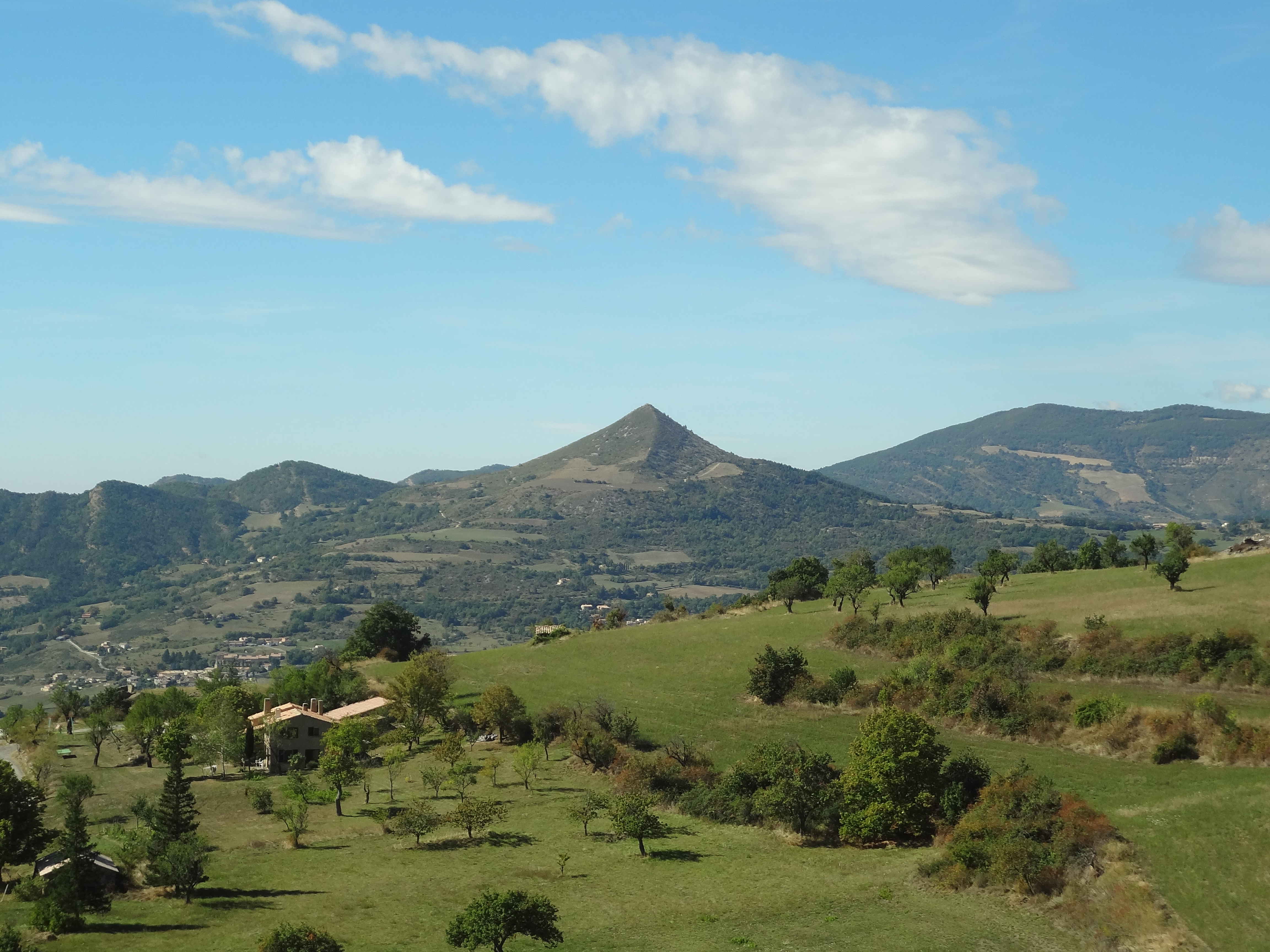
Le Pic d’Oise, point culminant de la commune et ancien site du village.

Le point culminant est le pic d’Oise (1 140 m).

### Hydrographie
Le torrent Les Duyes borde la limite ouest du territoire de la commune.

### Environnement, faune et flore
La forêt couvre 67 % du territoire de la commune, soit 1 232 ha, en très grande majorité privée. Moins de 40 ha de forêt sont publiques (communale ou domaniale).

### Risques naturels et technologiques
Aucune des 200 communes du département n'est en zone de risque sismique nul. Le canton de Digne-les-Bains-Ouest auquel appartient Champtercier est en zone 1b (risque faible) selon la classification déterministe de 1991, basée sur les séismes historiques, et en zone 4 (risque moyen) selon la classification probabiliste EC8 de 2011. La commune de Champtercier est également exposée à trois autres risques naturels :
- feu de forêt,
- inondation (dans la vallée des Duyes et les torrents),
- mouvement de terrain : la commune est presque entièrement concernée par un aléa moyen à fort[6].

La commune de Champtercier n’est exposée à aucun des risques d’origine technologique recensés par la préfecture.
Le plan de prévention des risques naturels prévisibles (PPR) de la commune a été approuvé en 2008 pour les risques d’inondation, de mouvement de terrain et de séisme et le Dicrim existe depuis novembre 2012.
La commune a été l’objet de plusieurs arrêtés de catastrophe naturelle, tous liés à la nature des sols, pour des inondations, des coulées de boue et des mouvements de terrain, en 1989, 1994, 1996, 1997, 1999 et 2001. Le Dicrim recense plusieurs importants glissements de terrain survenus ces deux dernières décennies, ainsi que des inondations depuis plus de deux siècles, provoquées par les torrents du ravin de la Caranche, du ravin de la Raya et du ravin des Touisses, qui ont coupé la RD 3 ou inondé la plaine. Les tremblements de terre ressentis de la manière la plus sensible dans la commune sont ceux :
- du 23 février 1887, avec une intensité macro-sismique ressentie à Champtercier de VII sur l’échelle MSK et Bussana Vecchia pour épicentre[12] ;
- du 8 janvier 1953, avec une intensité ressentie à Champtercier de IV et Mirabeau pour épicentre[13] ;
- du 19 juin 1984, avec une intensité ressentie à Champtercier de V et Aiglun pour épicentre[14] ;
- du 31 octobre 1997, avec une intensité ressentie à Champtercier de IV et Prads-Haute-Bléone pour épicentre[15].

### Climat
Pour des articles plus généraux, voir Climat de Provence-Alpes-Côte d'Azur et Climat des Alpes-de-Haute-Provence.
En 2010, le climat de la commune est de type climat méditerranéen altéré, selon une étude du Centre national de la recherche scientifique s'appuyant sur une série de données couvrant la période 1971-2000. En 2020, Météo-France publie une typologie des climats de la France métropolitaine dans laquelle la commune est exposée à un climat de montagne ou de marges de montagne et est dans la région climatique Alpes du sud, caractérisée par une pluviométrie annuelle de 850 à 1 000 mm, minimale en été.
Pour la période 1971-2000, la température annuelle moyenne est de 11,3 °C, avec une amplitude thermique annuelle de 17,6 °C. Le cumul annuel moyen de précipitations est de 822 mm, avec 6,6 jours de précipitations en janvier et 4,7 jours en juillet. Pour la période 1991-2020, la température moyenne annuelle observée sur la station météorologique de Météo-France la plus proche, « Digne les Bains », sur la commune de Digne-les-Bains à 6 km à vol d'oiseau, est de 12,2 °C et le cumul annuel moyen de précipitations est de 681,2 mm. 
La température maximale relevée sur cette station est de 42,1 °C, atteinte le 28 juin 2019 ; la température minimale est de −17,8 °C, atteinte le 4 février 2012,,.
Les paramètres climatiques de la commune ont été estimés pour le milieu du siècle (2041-2070) selon différents scénarios d'émission de gaz à effet de serre à partir des nouvelles projections climatiques de référence DRIAS-2020. Ils sont consultables sur un site dédié publié par Météo-France en novembre 2022.

## Urbanisme

### Typologie
Au 1er janvier 2024, Champtercier est catégorisée commune rurale à habitat dispersé, selon la nouvelle grille communale de densité à 7 niveaux définie par l'Insee en 2022.
Elle appartient à l'unité urbaine de Digne-les-Bains, une agglomération intra-départementale dont elle est une commune de la banlieue,. Par ailleurs la commune fait partie de l'aire d'attraction de Digne-les-Bains, dont elle est une commune de la couronne,. Cette aire, qui regroupe 34 communes, est catégorisée dans les aires de moins de 50 000 habitants,.

### Occupation des sols
L'occupation des sols de la commune, telle qu'elle ressort de la base de données européenne d’occupation biophysique des sols Corine Land Cover (CLC), est marquée par l'importance des forêts et milieux semi-naturels (66,6 % en 2018), une proportion sensiblement équivalente à celle de 1990 (67 %). La répartition détaillée en 2018 est la suivante : 
forêts (35,6 %), milieux à végétation arbustive et/ou herbacée (31 %), zones agricoles hétérogènes (29 %), terres arables (4,2 %), zones urbanisées (0,2 %).
L'évolution de l’occupation des sols de la commune et de ses infrastructures peut être observée sur les différentes représentations cartographiques du territoire : la carte de Cassini (XVIIIe siècle), la carte d'état-major (1820-1866) et les cartes ou photos aériennes de l'IGN pour la période actuelle (1950 à aujourd'hui).

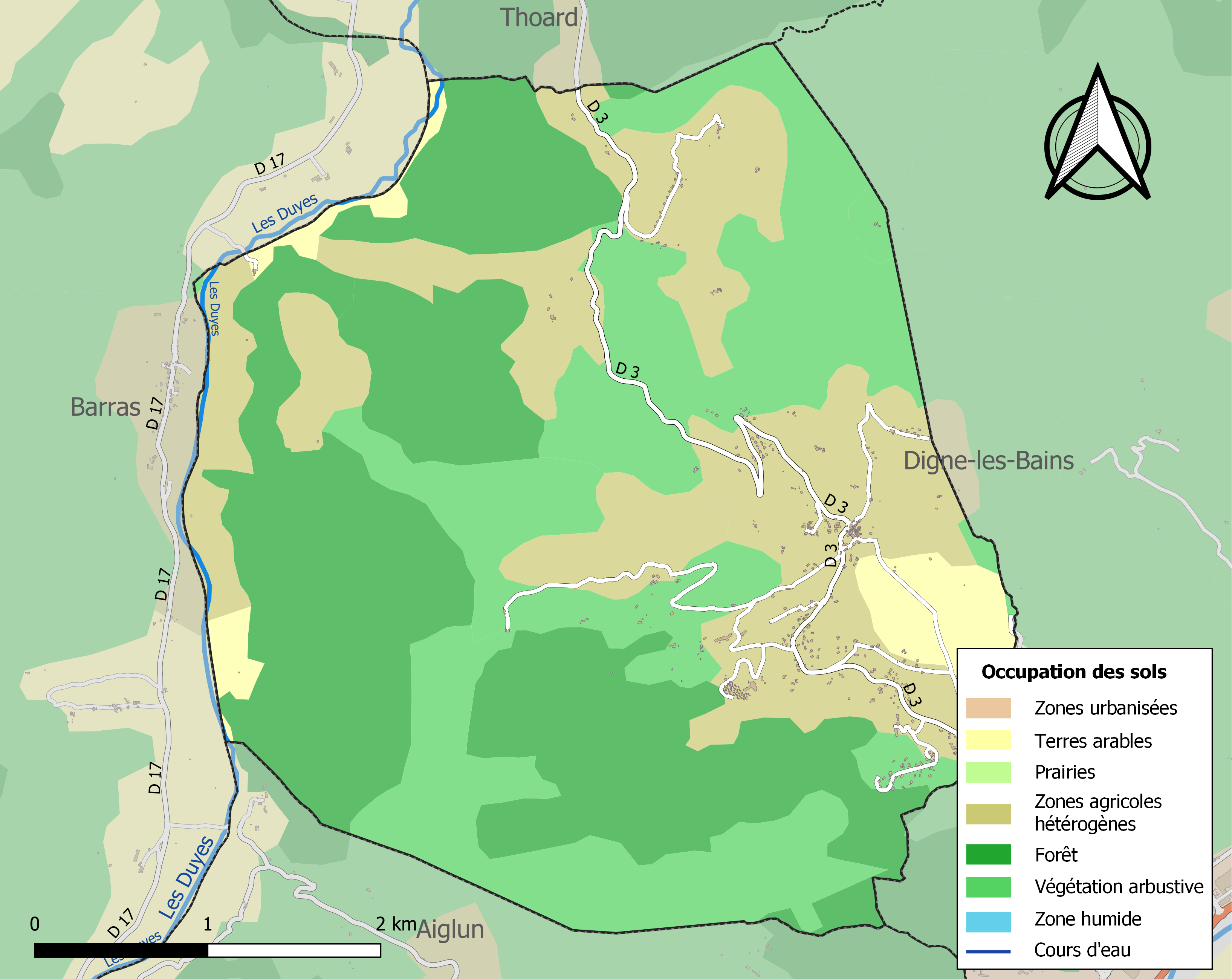
Carte de l'occupation des sols de la commune en 2018 (CLC).

## Toponymie
La localité apparaît pour la première fois dans les textes en 1351 (Campotercerio). Le nom est formé de deux termes occitans, campo et tercerio (le troisième), et peut signifier soit le troisième champ (Ernest Nègre ne précise pas quels seraient les premier et deuxième), ou une terre appartenant en coseigneurie à trois personnes. Les Fénié penchent pour la seconde explication.
Le pic d’Oise, dont le nom est aussi porté par un castrum au Moyen Âge, puis par une ferme actuellement en ruines, est un oronyme (terme décrivant le relief) gauloisFenié et Fenié 2002, p. 41.

## Histoire

### Antiquité
Dans l’Antiquité, les Bodiontiques (Bodiontici) peuplaient la vallée de la Bléone, et étaient donc le peuple gaulois qui vivait dans l’actuelle commune de Champtercier. Les Bodiontiques. Les Bodiontiques, qui sont vaincus par Auguste en même temps que les autres peuples présents sur le Trophée des Alpes (avant 14 av. J.-C.), sont rattachés à la province des Alpes-Maritimes lors de sa création.

### Moyen Âge
Le fief de Champtercier (Oise à l’origine) appartenait pour moitié aux comtes de Provence jusqu’à son don par la reine Jeanne aux Beaufort. La seigneurie devient la baronnie d’Oise (nom du village, alors situé sur la montagne d’Oise).
Le territoire de Champtercier relevait de la viguerie de Digne.

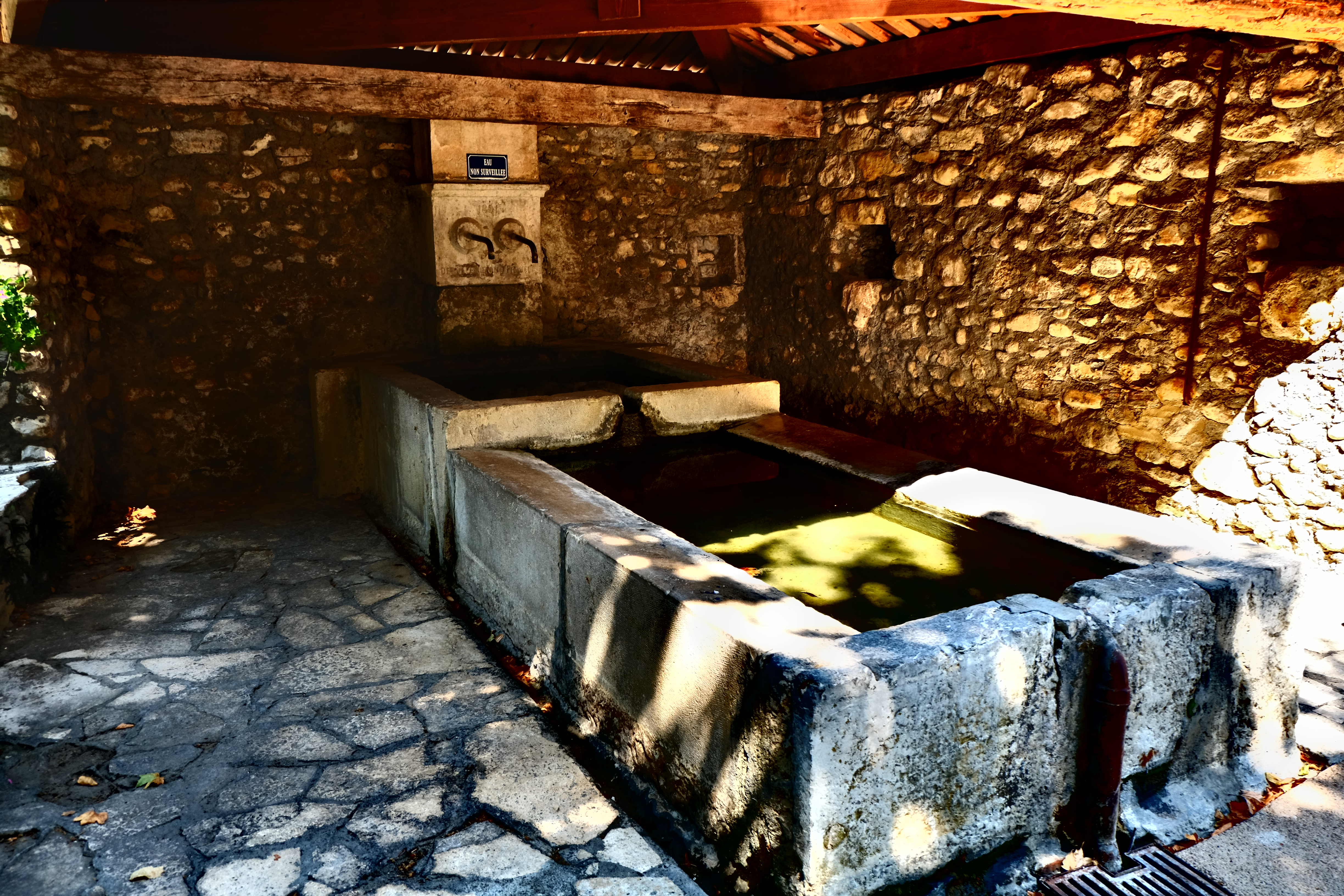
Lavoir de la place centrale de Champtercier

Au milieu du Moyen Âge, la communauté était établie au sommet du Pic d’Oise. Au début du XIVe siècle, la communauté est prospère et sa population stable (un peu plus de 400 habitants). Le déperchement du village commence, au profit d’un site plus proche de la vallée et des terres cultivées ; les deux sites sont occupés ensemble au moins jusqu’à la fin du XVe siècle, puis le site en hauteur est abandonné définitivement. Cependant, à partir des années 1300, la pression fiscale devient très importante : à partir de 1319, la communauté est obligée d’emprunter pour payer les taxes comtales. La peste noire, qui détruit plus de la moitié des foyers, rend le paiement des impôts encore plus difficile (la somme à payer étant forfaitaire et s’appliquant solidairement à l’ensemble de la communauté). Ces lourdes impositions se maintiennent jusqu’aux années 1420, notamment pour combattre Raimond de Turenne, ce qui grève fortement les comptes de la communauté, le prêteur de Digne auquel elle recourait lui prêtant à des taux variant entre 33 et 200 % ; le prêteur servait par ailleurs d’intermédiaire entre le comte et la communauté. La communauté de la Tour-Lauze est encore plus durement touchée par la crise du XIVe siècle (Peste noire et guerre de Cent Ans) : complètement dépeuplée, le fief et la communauté sont réunis à ceux d’Oise au XVe siècle.

### XVIe,XVIIeetXVIIIesiècles
Le 22 janvier 1550, Charles Hardouin, de Tarascon, seigneur de Champtercier (Campotercerio) en fit donation à son petit-neveu Jean de Saint Martin, docteur ès droits, à l'occasion de son futur mariage avec Madeleine de Rascas. Son fils Charles de Saint Martin, d'Arles, vendit Champtercier le 6 août 1611 à son gendre Esprit de Clapiers, déjà seigneur de Collongue, Venel, et Pierrefeu. En souvenir de ce fief, la famille de Saint Martin baptisa du nom de Champtercier une terre qu'elle possédait dans le Plan du Bourg, en Camargue.
Le village subit les troubles de la Ligue catholique (1590).
En 1681, un sarcophage de plomb a été découvert sur la commune .

### Révolution française
Durant la Révolution, la commune compte une société patriotique, créée après la fin de 1792. La commune est également brièvement chef-lieu de canton à cette époque.

### Époque contemporaine
Le coup d'État du 2 décembre 1851 commis par Louis-Napoléon Bonaparte contre la Deuxième République provoque un soulèvement armé dans les Basses-Alpes, en défense de la Constitution. Après l’échec de l’insurrection, une sévère répression poursuit ceux qui se sont levés pour défendre la République : Champtercier, avec deux habitants traduits devant la commission mixte, est relativement peu touchée.
Comme de nombreuses communes du département, Champtercier se dote d’une école bien avant les lois Jules Ferry : en 1863, elle en possède déjà une qui dispense une instruction primaire aux garçons, au chef-lieu. Aucune instruction n’est donnée aux filles : ni la loi Falloux (1851), qui impose l’ouverture d’une école de filles aux communes de plus de 800 habitants, ni la première loi Duruy (1867), qui abaisse ce seuil à 500 habitants, ne concernent Champtercier. Si la commune profite des subventions de la deuxième loi Duruy (1877) pour construire une école neuve, ce n’est qu’avec les lois Ferry que les filles de Champtercier sont régulièrement scolarisées.
Jusqu’au milieu du XXe siècle, la vigne était cultivée dans la commune, pour la consommation locale. Une partie de la production était vendue à Digne.
En 2016, la crise migratoire en Europe a un impact sur ce paisible village du fait de  la décision du gouvernement d'y installer des migrants issus de la Jungle de Calais.

### Héraldique
| Blason de Champtercier | Blason  | D'azur à une croix d'argent, cantonnée de quatre fleurs de lys d'or. |
| Blason de Champtercier | Détails | Le statut officiel du blason reste à déterminer.                     |

## Politique et administration

### Municipalité
| Période                                  | Période   | Identité             | Étiquette | Qualité                                             |
| ---------------------------------------- | --------- | -------------------- | --------- | --------------------------------------------------- |
| mai 1945                                 |           | Gabriel Banon        | Résistant | ancien Résistant, se présente sous cette étiquette. |
|                                          |           |                      |           |                                                     |
| 1965                                     | mars 2008 | Edmond Esmiol        |           | Entreprise de travaux de maçonnerie générale        |
| mars 2008                                | mai 2020  | Régine Ailhaud-Blanc |           | Retraitée de la fonction publique                   |
| mai 2020                                 | en cours  | Antoine Arena        |           | Ancien artisan, commerçant ou chef d'entreprise     |
| Les données manquantes sont à compléter. |           |                      |           |                                                     |

### Intercommunalité
Champtercier était, en 2011, l'une des treize communes du département à n'être rattachée à aucun établissement public de coopération intercommunale (EPCI) à fiscalité propre. À la suite du schéma départemental de coopération intercommunale de 2011 établi par la préfecture, prévoyant « la couverture intégrale du territoire par des EPCI à fiscalité propre », la commune fait partie, depuis 2013 et jusqu'en 2016, de la communauté de communes Asse Bléone Verdon.
À partir du 1er janvier 2017, elle fera partie de la communauté d'agglomération Provence-Alpes.

## Population et société

### Démographie
L'évolution du nombre d'habitants est connue à travers les recensements de la population effectués dans la commune depuis 1765. Pour les communes de moins de 10 000 habitants, une enquête de recensement portant sur toute la population est réalisée tous les cinq ans, les populations de référence des années intermédiaires étant quant à elles estimées par interpolation ou extrapolation. Pour la commune, le premier recensement exhaustif entrant dans le cadre du nouveau dispositif a été réalisé en 2007.

En 2022, la commune comptait 785 habitants, en évolution de −4,03 % par rapport à 2016 (Alpes-de-Haute-Provence : +2,84 %, France hors Mayotte : +2,11 %).
| 1765 | 1793 | 1806 | 1821 | 1831 | 1836 | 1841 | 1846 | 1851 |
| ---- | ---- | ---- | ---- | ---- | ---- | ---- | ---- | ---- |
| 497  | 459  | 449  | 418  | 406  | 406  | 420  | 395  | 383  |

| 1856 | 1861 | 1866 | 1872 | 1876 | 1881 | 1886 | 1891 | 1896 |
| ---- | ---- | ---- | ---- | ---- | ---- | ---- | ---- | ---- |
| 367  | 344  | 338  | 345  | 352  | 336  | 327  | 296  | 286  |

| 1901 | 1906 | 1911 | 1921 | 1926 | 1931 | 1936 | 1946 | 1954 |
| ---- | ---- | ---- | ---- | ---- | ---- | ---- | ---- | ---- |
| 283  | 290  | 238  | 197  | 188  | 195  | 176  | 166  | 170  |

| 1962 | 1968 | 1975 | 1982 | 1990 | 1999 | 2006 | 2007 | 2012 |
| ---- | ---- | ---- | ---- | ---- | ---- | ---- | ---- | ---- |
| 154  | 163  | 285  | 363  | 527  | 693  | 774  | 785  | 772  |

| 2017 | 2022 | - | - | - | - | - | - | - |
| ---- | ---- | - | - | - | - | - | - | - |
| 844  | 785  | - | - | - | - | - | - | - |

| 1315    | 1471    |
| ------- | ------- |
| 94 feux | 46 feux |

L’histoire démographique de Champtercier, après la saignée des XIVe et XVe siècles et le long mouvement de croissance jusqu’au début du XIXe siècle, est marquée par une période d’« étale » où la population reste relativement stable à un niveau élevé. Cette période dure de 1806 à 1851. L’exode rural provoque ensuite un mouvement de recul démographique rapide et de longue durée. En 1921, la commune a perdu plus de la moitié de sa population par rapport au maximum historique de 1841. Le mouvement de baisse se poursuit jusqu’aux années 1960. Depuis, la population a été multipliée par cinq en un demi-siècle.
À ces chiffres, il convient de rajouter, à partir de fin 2016, une centaine d'hommes migrants devant être accueillis dans la commune.

### Enseignement
La commune est dotée de deux établissements d’enseignement :
- une école primaire[63] ;
- l’institut thérapeutique éducatif et pédagogique[64].

## Économie

### Aperçu général
En 2009, la population active s’élevait à 379 personnes, dont 19 chômeurs
 (45 fin 2011). Ces travailleurs sont majoritairement salariés (84 %) et travaillent majoritairement hors de la commune (75 %). Le secteur tertiaire regroupe la moitié des établissements actifs (42 sur 83), et les deux tiers des emplois salariés.

### Agriculture
Fin 2010, le secteur primaire (agriculture, sylviculture, pêche) comptait 13 établissements agricoles actifs au sens de l’Insee (exploitants non-professionnels inclus) et aucun emploi salarié.
Le nombre d’exploitations professionnelles, selon l’enquête Agreste du ministère de l’Agriculture, est de 13 en 2010. Il était de 15 en 2000, de 22 en 1988. Actuellement[Quand ?], ces exploitants sont essentiellement tournés vers les grandes cultures (6 établissements), l’élevage ovin et la polyculture. De 1988 à 2000, la surface agricole utile (SAU) a presque doublé, passant de 327 ha à 610 ha. La SAU a continué de croître régulièrement lors de la dernière décennie, pour atteindre les 815 ha.
La vigne était cultivée pour le vin jusque dans les années 1950, avec pour débouché l'agglomération dignoise. Cette culture a fortement régressé pour n'occuper plus que quelques hectares en 2005. L’autre plante symbolique des régions méditerranéennes, l’olivier n’était pas présent dans la commune au début du XIXe siècle. Actuellement[Quand ?], l’oliveraie de Champtercier compte plus d’un millier de pieds.

### Industrie
Fin 2010, le secteur secondaire (industrie et construction) comptait 28 établissements, employant 77 salariés.
L’entreprise Baro électricité, spécialisée dans les installations électriques, emploie 21 salariés.

### Activités de service
Fin 2010, le secteur tertiaire (commerces, services) comptait 36 établissements (avec 37 emplois salariés), auxquels s’ajoutent les six établissements du secteur administratif (regroupé avec le secteur sanitaire et social et l’enseignement), salariant 117 personnes.
D'après l’Observatoire départemental du tourisme, la fonction touristique est peu importante pour la commune, avec moins d’un touriste accueilli par habitant. Plusieurs structures d’hébergement à finalité touristique existent dans la commune :
- plusieurs meublés[74] ;
- des chambres d’hôtes[75] ;
- un village de vacances[76] (fermé en 2012)[77].

Les résidences secondaires apportent un complément à la capacité d’accueil : au nombre de 22, elles représentent 6,7 % des logements,.

## Culture locale et patrimoine

### Lieux et monuments

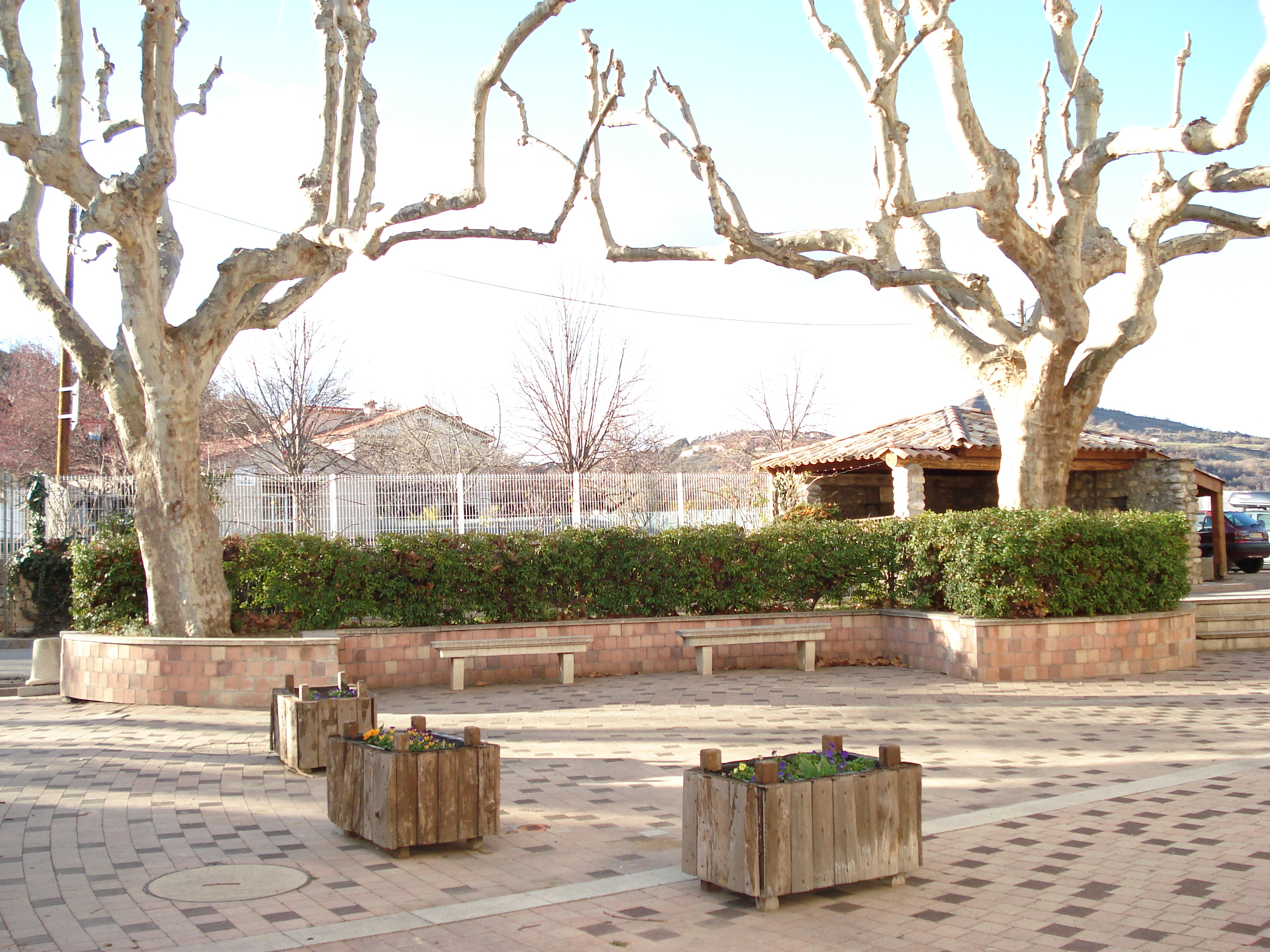
Place de Champtercier.

La mairie conserve un chaudron de cuivre du XVIIe ou du XVIIIe siècle, qui servait à cuire les fèves distribuées à la population le jour de la Pentecôte. Il est classé monument historique au titre objet.
Deux coupoles astronomiques abritant des télescopes sont situées sur la commune, au pied du Pic d’Oise et au hameau du Chaudoucène, gérées par une association.
L’église Notre-Dame-de-l’Assomption a été touchée par le tremblement de terre de 1887, qui la rendait inutilisable. Elle fut reconstruite en 1889-1893. Sa nef est plafonnée, et n’a pas de décor architectural. La façade est percée d’un œil-de-bœuf. Le clocher (tour carrée) est probablement contemporain de l’église ancienne XVIIe siècle : il est construit contre le chœur . Le tableau de la Sainte Famille, et son cadre en bois sculpté, datés d’entre 1600 et 1650, sont classés au titre objet, comme la croix de procession, du XVIIIe siècle.
Un musée du santon est installé au village. Une foire aux santons existe depuis 1982.

### Personnalités liées à la commune
- Pierre Gassendi, dit Gassendi, né Pierre Gassend à Champtercier le 22 janvier 1592 et mort à Paris le 24 octobre 1655, mathématicien, philosophe, théologien et astronome français.
- Jean Jacques Basilien Gassendi (1748-1828), général de division et parlementaire sous la Révolution, le Premier Empire et la Restauration, né à Champtercier.
- Yann Siméoni, jeune sapeur-pompier volontaire, mort au feu, en service commandé à l’âge de seize ans le 3 novembre 2012 lors d’une intervention dans l’incendie d'une maison à Digne-les-Bains avec son binôme Michaël Baghioni[88]. Il a été élevé au rang de Chevalier de la Légion d'honneur à titre posthume par Manuel Valls, ministre de l’Intérieur[89].